# Технический спирт

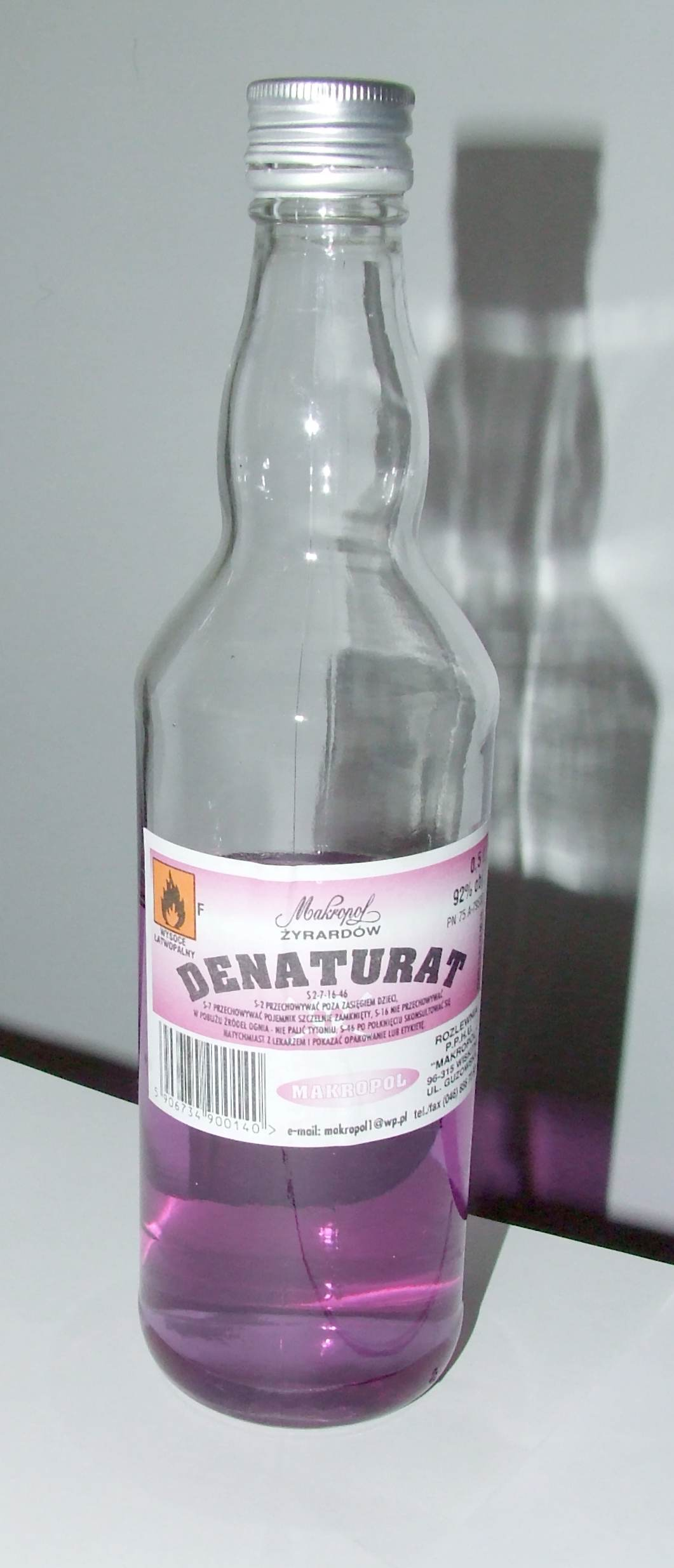
Бутылка с денатурированным спиртом

Технический спирт — обычно технический этиловый спирт (обычно около 92 %), однако другие спирты (например, метиловый, изопропиловый) также могут называться техническими. Технический спирт используется при производстве лакокрасочной продукции, моющих средств, добавок к топливу, повышающих октановое число.

## Денатурат
Денатурат (от лат. denaturatus — лишенный природных свойств, от de- — приставка, означающая отделение, удаление + natura — природа, естество) — технический спирт, в который добавлены специальные вещества, исключающие его потребление в пищевых целях; применяется для освещения, лабораторных и промышленных надобностей, в качестве топлива. Виды и количество добавок могут быть установлены законодательно. Для отличия от пищевого спирта в денатурат вводятся красители (например, метилвиолет), вещества с резко неприятным запахом и вкусом (пиридин, диэтилфталат, керосин). Денатурирующие добавки подбираются так, чтобы их отделение от этанола доступными методами было затруднено, и чтобы они по возможности чётко выявлялись соответствующими качественными реакциями. На этикетках потребительской тары с денатуратом имеется надпись «Яд» крупным шрифтом.
Денатурат в советское время стал наиболее распространённым среди некодифицированных (суррогатых) спиртных напитков, что отражено как в фольклоре, так и в авторской литературе, он ценился как наиболее «истинный» крепкий напиток. В фольклоре денатурат представлен как напиток потустороннего мира, в авторской литературе встречается квалификация денатурата и как сатанинского напитка, и как очищающего от проявлений дьявола.
Денатурат в России производится с 1903 года, когда было произведено 1051 ведро денатурата.

### В художественной литературе
- Одно из первых описаний употребления денатурата в пищу имеется в романе «Угрюм-река» Шишкова: «господскому коньяку „Три звёздочки“» противопоставляется денатурат, именуемый «матросский коньяк „Две косточки“» (обыгрывается маркирование выдержки бренди количеством звёздочек, а ядовитых веществ — черепом и двумя скрещенными костями)[источник не указан 798 дней].
- Употребление денатурированного спирта в качестве алкогольного напитка встречается в записных книжках Венедикта Ерофеева и является одной из значимых тем в его поэме «Москва-Петушки»[2][3].
- Упоминания денатурата встречаются в творчестве Юза Алешковского и в стихах Владимира Высоцкого[2].
- У Высоцкого денатурат описан двояко: с одной стороны, он является напитком персонажей потустороннего мира: «Чёрт мне строил рожи и моргал, / А я ему тихонечко сказал: / „Я, брат, коньяком напился вот уж как! / Ну ты, наверно, пьёшь денатурат“», а с другой стороны показан в качестве средства, очищающего душу человека от всего дьявольского: «Я в глотку… яд себе вгоняю — / Пусть жрёт, пусть сдохнет…»[2].
- В книге шведской писательницы Астрид Линдгрен «Малыш и Карлсон: Карлсон, который живет на крыше» в переводе Л. З. Лунгиной игрушечную паровую машину герои заправляют денатуратом:

Он быстро схватил бутылку с денатуратом, которая стояла рядом с машиной, наполнил маленькую спиртовку и зажёг фитиль. Хотя Карлсон и был лучшим в мире специалистом по паровым машинам, денатурат он наливал весьма неуклюже и даже пролил его, так что на полке образовалось целое денатуратное озеро. Оно тут же загорелось, и на полированной поверхности заплясали весёлые голубые язычки пламени.
- В романе-эпопее Михаила Шолохова «Тихий Дон» в 22 главе дед Сашка пьёт денатурированный спирт, смешивая его с одеколоном[источник не указан 798 дней].